# Mariahoutse Bossen
De Mariahoutse Bossen, ook wel Lieshoutse Bossen of Lieshoutse Heide genoemd, is een langgerekt Nederlands bosgebied van 158 ha dat zich onmiddellijk ten noorden van Mariahout bevindt.
Het bos, dat eigendom is van de gemeente Laarbeek is een jonge heideontginning en bestaat voornamelijk uit aanplant van grove den, al zijn er ook andere boomsoorten te vinden, zoals beuken.
In het zuidwesten van het gebied ligt het Torreven (soms ook Torrenven of Torenven genoemd). Dit is een langgerekt ven dat dreigde te verlanden en in 1992 is opgeschoond. Het door heiderestanten omgeven terrein wordt nu zodanig beheerd dat de bosrand wordt teruggedrongen, wat de verlanding tegengaat doordat de wind meer spel heeft op het wateroppervlak. Ook worden hier en daar stukken afgeplagd en wordt het terrein begraasd met schapen. 
In het uiterste westen ligt een militair complex en ten zuiden van de Mariahoutse Bossen vindt men de Heieindse Loop. Het gebied sluit aan op het Vresselse Bos in het westen, op de bossen van Olen en Mosbulten in het zuidwesten, en op de bossen Lijnt en Het Geregt in het oosten. Ten noorden van het gebied ligt een uitgestrekte landbouwontginning. In het zuidoosten sluit een klein moerasgebied, het Rietven, aan op de Mariahoutse Bossen. Dit is tegenwoordig een broekgebied met onder meer berken  en zomereiken.
Het gebied is vrij toegankelijk. Er zijn wandelingen, ruiterpaden en er is een uitgebreid mountainbikeparcours in het bos uitgezet.